# Seconda riunione degli scienziati italiani
La Seconda riunione degli scienziati italiani fu un incontro dei principali studiosi provenienti dai diversi Stati della penisola italiana svoltosi a Torino nel 1840.

## Aspetti storici
Visto il successo del primo congresso, si decise di organizzarne un secondo a Torino l'anno successivo con il consenso di Carlo Alberto di Savoia. Alcune personalità politicamente scomode, come il medico Francesco Puccinotti e il fisico e archeologo Francesco Orioli non ebbero però il permesso di varcare il territorio del Regno di Sardegna.
Al congresso partecipò il matematico inglese Charles Babbage, che proprio in questa occasione presentò alla comunità scientifica il progetto della macchina analitica, di cui si conservano i disegni nell'archivio storico dell'Accademia delle Scienze di Torino.
Le riunioni si tennero presso l'Università di Torino e l'Accademia delle Scienze e parteciparono 573 scienziati, tra cui alcuni stranieri.
I professori dello Stato Pontificio, e specialmente quelli gentilmente invitati, non verranno a codesto scientifico congresso, perché hanno ricevuto un brutale divieto, e nemmeno possono aver relazione con coloro che interverranno al suddetto congresso. I dotti di questa parte d'Italia invidiano ai piemontesi il loro monarca tanto saggio, illuminato e benefico. Ella è pregata sig. Professore di far conoscere il nostro rammarico a tutto il rispettabile consesso e d'interessarlo per noi.»
(Lettera non firmata inviata a Giuseppe Gené)

## Sezioni
Il presidente generale fu Alessandro Saluzzo di Monesiglio; il segretario generale fu Giuseppe Gené.

### Medicina
Furono nominati presidente Giacomo Tommasini e vicepresidente Michele Griffa.
Il segretario fu Lorenzo Martini.

### Geologia, mineralogia e geografia
Furono nominati presidente Lorenzo Pareto e vicepresidente Nicolò Da-Rio.
Il segretario fu Lodovico Pasini.

### Fisica, chimica e scienze matematiche
Furono nominati presidente Giovanni Plana e vicepresidente Pietro Configliachi.
Per la sottosezione di Fisica e scienze matematiche furono segretari Ottaviano Fabrizio Mossotti e Giuseppe Belli; per la sottosezione di Chimica fu Giacomo Attilio Cenedella.

### Agronomia e tecnologia
Furono nominati presidente Francesco Gera e vicepresidente Cosimo Ridolfi.
Il segretario fu Domenico Milano.

### Botanica e fisiologia vegetale
Furono nominati presidente Giuseppe Giacinto Moris e segretario Giuseppe Moretti.
I segretari furono Roberto de Visiani e Luigi Masi.

### Zoologia e anatomia comparata
Furono nominati presidente Carlo Luciano Bonaparte e vicepresidente Giacinto Carena.
Il segretario fu Filippo De Filippi.

## Iniziative

### Medaglia commemorativa

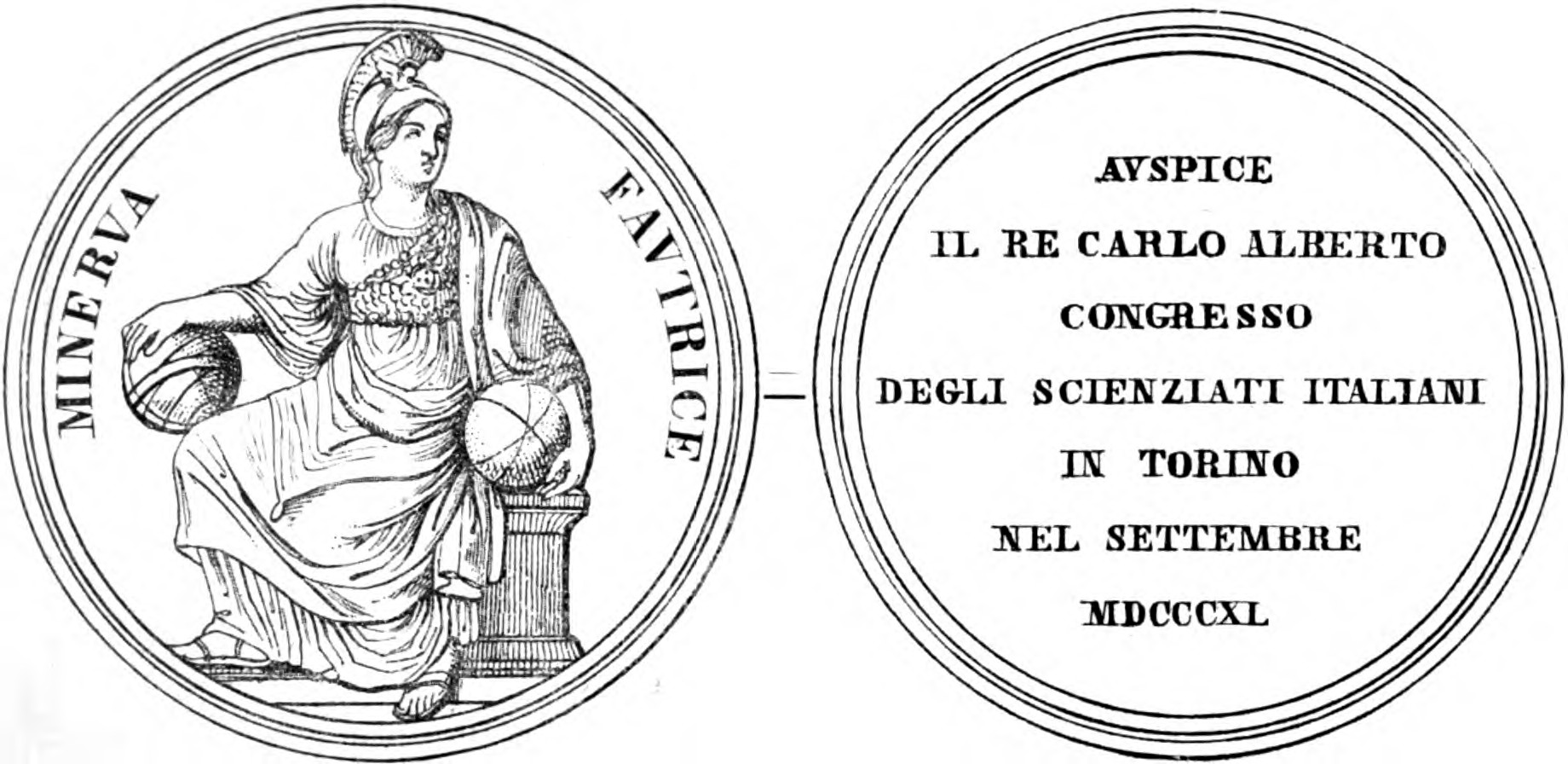
Raffigurazione della medaglia

In occasione della riunione venne distribuita ai partecipanti una medaglia commemorativa.
- Dritto: MINERVA FAVTRICE Minerva galeata seduta a destra su un piedistallo tenendo nelle mani due globi, uno poggiato sulla gamba destra e uno sul piedistallo.
A destra sulla base: G. GALEAZZI F..
- Rovescio: Nel campo in sette righe: AVSPICE / IL RE CARLO ALBERTO / CONGRESSO / DEGLI SCIENZIATI ITALIANI / IN TORINO / NEL SETTEMBRE / MDCCCXL

### Guida di Torino
Ai partecipanti venne distribuita la Descrizione di Torino di Davide Bertolotti.